# Marc Freiberger
Marcus Ross Freiberger, detto Marc (Amarillo, 27 novembre 1928 – Winston-Salem, 29 giugno 2005), è stato un cestista statunitense, attivo a livello amatoriale nella AAU e nella NIBL. Campione olimpico nel 1952.

## Carriera
Venne selezionato dagli Indianapolis Olympians al primo giro del Draft NBA 1951 (3ª scelta assoluta).
Con gli Stati Uniti disputò i Giochi olimpici Helsinki 1952.

## Palmarès
- 2 volte campione AAU (1952, 1953)